# Monétay-sur-Loire

Monétay-sur-Loire este o comună în departamentul Allier din centrul Franței. În 1 ianuarie 2022 avea o populație de 249 de locuitori.